# عبير أبو غيث
عبير أبو غيث (1985-)، رائدة أعمال فلسطينية في مجال التكنولوجيا. أسست شركة مينا ألاينسيز (بالإنجليزية: MENA Alliances)‏ وشريك رسمي في شركة ستاي لينكد (بالإنجليزية: StayLinked)‏. تعتبر أبو غيث أول رائدة أعمال في في مجال التكنولوجيا في فلسطين، وتساهم في توفير فرص العمل للأشخاص بالمناطق الضعيفة والهشة تكنولوجياً مثل غزة.

## حياتها
ولدت عبير في مخيم مادبا للاجئين الفلسطينيين في الأردن وعاشت فيه مدة 12 عام، ثم عادت إلى فلسطين برفقة عائلتها، لديها تسعة إخوة وهي الثانية بالترتيب. درست هندسة أنظمة الكمبيوتر في جامعة بوليتكنك فلسطين عام 2002، وبعد تخرجها عام 2007 بدأت العمل بالتدريس بالجامعة. ثم تولت منصب مديرة الحملة النسائية الدولية (بالإنجليزية: Women’s Campaign International)‏ في المنطقة العربية.
بدأت العمل في شركة ستاي لينكد خلال الأعوام 2013-2015 من خلال الترجمة وإدخال البيانات والتصميم الجرافيكي والتسويق عبر الإنترنت وتطوير المواقع الإلكترونية وربط الفلسطينيين الموهوبين مع شركات في الولايات المتحدة والشرق الأوسط لتوفير فرص عمل لهم. وفي بداية عام 2015 أسست شركتها مينا ألينسز لتوفير فرص التوظيف لسكان المناطق الهشة.
التحقت في عام 2016 بكلية كينيدي بجامعة هارفارد كعضو في برنامج منظمة جولدمان ساكس 10.000 امرأة (بالإنجليزية: The Goldman Sachs 10000 women -U.S)‏ وهو برنامج تابع لوزارة الخارجية لريادة الأعمال للمرأة في الشرق الأوسط وشمال إفريقيا.
حصلت على درجة الماجستير في العلوم درجة ابتكار الأعمال من كلية بيركبيك في جامعة لندن عام 2018، ثم عادت للعمل في شركة مينا ألاينسيز وشغلت منصب الرئيس التنفيذي.

## جوائز حصلت عليها
- جائزة Best Technology Enabler and Facilitator من "MEA Women in Technology Awards "عام 2014.
- جائزة Most Powerful Arab Women من مجلة الشرق الأوسط "CEO Middle East magazine" عام 2014.
- جائزة The 100 Most Powerful Arab Women 2015 من مجلة أريبيان بيزنس" Arabian Business magazine " عام 2014.[12]
- جائزة The 100 Most Powerful Arab Women 2015 من مجلة أريبيان بيزنس "Arabian Business magazine" عام 2015.[13]
- جائزة Powerful Arab under 40 من مجلة أريبيان بيزنس" Arabian Business magazine" عام 2015.[14]
- جائزة The Big Innovation Prize for the Best Dissertation in Innovation من جامعة لندن عام 2019.